# Trionfo di Maria tra uno stuolo di santi e sante
Il Trionfo di Maria tra uno stuolo di santi e sante è un dipinto olio su tela conservato nella parete frontale del coro della chiesa di Leffe dedicata a san Martino di Tours realizzato da Tomaso Pombioli.

## Storia e descrizione
La seicentesca tela, è uno degli ultimi lavori, se non l'ultimo in assoluto, dell'artista cremasco.
La tela, di grandi dimensioni, è inserita nella riquadratura in stucco bianco e oro della parete di fondo del presbiterio racchiusa tra il coro ligneo e il cornicione che percorre tutta l'aula. Il dipinto fu oggetto di pulitura nel 1978 dal restauratore Sandro Allegretti. Sul territorio della val Seriana, l'artista aveva già realizzato due dipinti per la chiesa di San Nicola a Nembro raffiguranti scene della vita del santo santangiolese
Il dipinto si divide in due ordini. In quello superiore è raffigurata la Madonna nella gloria dei cieli, con la parte superiore completata dalla raffigurazione miniata della santissima Trinità. Accanto a Lei vi sono le raffigurazioni dei santi in atteggiamento di orante: Giuseppe e Martino vescovo e alcuni angeli. Questa parte presenta qualche assonanza con il dipinto di Raffaello Sanzio Disputa del Sacramento.
L'ordine inferiore vi sono in contemplazione poste su una base di nubi, divise in due gruppi le sante Agnese, Apollonia, Agata e Elisabetta d'Alessandria. Nei personaggi, la tela presenta vicinanze sia a livello compositivo che cronologico. con la santa presente nel dipinto conservato in collezione privata raffigurante Santa Barbara e devoto. Al centro gli angeli musicanti che rendono vivacità alla tela. Il soggetto musicale è stato più volte ripreso dall'artista.
Nella parte centrale della tela vi è la raffigurazione di un angioletto dall'aspetto paffuto che regge una tavola lignea dove è posta la scritta. Honorem Dei - et patriae - liberationem. La scritta sicuramente fa riferimento alla terribile pestilenza dl 1630 di manzoniana memoria di cui i fedeli chiedevano d'essere liberati. La chiesa infatti era stata riedificata con inizio lavori nel 1617, e l'epidemia li aveva sospesi per riprendere nel 1635. I leffesi avevano fatto voto alla Madonna di ultimare la decorazione della chiesa, per essere stati salvati dal disgrazioso evento. Probabilmente anche la realizzazione della tela è una parte di questo voto.